# Gammaropsis inaequistylis
Gammaropsis inaequistylis är en kräftdjursart som först beskrevs av Robert Alan Shoemaker 1930.  Gammaropsis inaequistylis ingår i släktet Gammaropsis och familjen Isaeidae. Inga underarter finns listade i Catalogue of Life.